# Phyllophaga longispina
Phyllophaga longispina är en skalbaggsart som beskrevs av Smith 1889. Phyllophaga longispina ingår i släktet Phyllophaga och familjen Melolonthidae. Inga underarter finns listade i Catalogue of Life.